# Alfred M. Moen
Alfred M. Moen (Seattle, 27 dicembre 1916 – Destin, 17 aprile 2001) è stato un inventore e imprenditore statunitense, inventore del rubinetto monocomando e fondatore della Moen Incorporated.
Nel 1959 Fortune dichiarò il rubinetto miscelatore Moen "one-handle mixing faucet", invenzione notevole al pari di Henry Ford con la Ford Model T e Benjamin Franklin con la stufa Franklin, uno dei migliori 100 prodotti di sempre, risultato dal giudizio di progettisti, architetti e designer intervistati da Jay Doblin.

## Biografia
Alfred M. Moen  nacque a Seattle nel 1916. Si diplomò nel 1934 alla Franklin High School e studiò senza laurearsi in ingegneria alla University of Washington.
Nel 1937 arrivò l'ispirazione per il rubinetto monocomando miscelatore, quandi si ustionò le mani con l'acqua calda. Nel decennio successivo si attivò per far produrre la sua invenzione ma solo dopo la seconda guerra mondiale, riuscì solo nel 1947, con la società di Kemp Hiatt, la Ravenna Metal Products di Seattle.
L'invenzione di Moen permise la fondazione della Moen Inc., uno dei maggiori fornitori di prodotti idraulici. Moen rimase in azienda nella ricerca e sviluppo, fino al pensionamento del 1982. Brevettò 75 invenzioni, in ambito idraulico la maggior parte. Moen venne inserito nella National Inventors Hall of Fame. Moen venne anche inserito nella Kitchen & Bath Industry Hall of Fame nel 1993.
Muore a Destin (Florida) nel 2001 a 84 anni.